# André Le Breton
André François le Breton (Paris, 2 de setembro de 1708 - Paris, 5 de outubro de 1779) foi um editor francês. Ele foi um dos quatro editores da Enciclopédia de Diderot e d'Alembert, junto com Michel-Antoine David, Laurent Durand e Antoine-Claude Briasson. Le Breton contribuiu com alguns artigos para a Encyclopédie (veja links externos, abaixo), mas atuou principalmente como editor e editor, muitas vezes contra a vontade de Diderot.

## Carreira
Em 1745, le Breton começou a publicar uma tradução da Cyclopaedia de Ephraim Chambers de 1728. Ele inicialmente escolheu Jean Paul de Gua de Malves como seu editor, mas ele se cansou do trabalho depois de dois anos e, em 1747, a editoria foi para Diderot. Para um relato mais detalhado, veja Encyclopédie.
Com a ajuda de Louis-Claude Brullé, le Breton ocasionalmente censurava artigos para torná-los menos radicais, frequentemente atraindo a ira de Diderot. Por exemplo, le Breton não incluiu uma parte do artigo de Diderot "Menance" que atacou indiretamente Joly de Fleury, o comissário de polícia francês. Le Breton também censurou Diderot alterando certas palavras para distorcer o significado do artigo. Diderot escreveu a Le Breton uma carta furiosa, em 1764, acusando-o de ter "massacrado" a obra e reduzido a uma "mistura de recortes insípidos". De acordo com Friedrich Melchior Grimm, escrevendo em 1777, "A extensão total do dano causado por esta depredação inigualável, assassina e infame nunca será conhecida, uma vez que os autores do crime queimaram o manuscrito assim que foi impresso e deixaram o mal sem remédio". Esta alegação provou não ser verdadeira porque, sem o conhecimento de Grimm, le Breton mantinha cópias das provas de página. Essa coleção de provas finais totalizou 318 páginas. A coleção de provas é conhecida como o "18º volume" da Enclyopédie.
No século XX, essas provas foram usadas para revelar a extensão da censura de le Breton, que foi mais proeminente nos artigos "Sarrasins ou Arabes" e "Pyrrhoniene philosophie". Além disso, le Breton excluiu três dos artigos de Diderot intitulados "Sectes du Christianisme" e "Tolérance", bem como o subartigo "Théologie Scholastique". Neste último caso, le Breton editou o artigo original de Diderot para ser menos favorável a Pierre Bayle, um filósofo do século XVII cujas opiniões eram consideradas inaceitáveis. As opiniões de Bayle foram consideradas inaceitáveis porque ele criticava a Igreja e seu uso de violência.